# Grażyna Bienkowski
Pour les articles homonymes, voir Bienkowski.
 (mai 2024).
 (octobre 2023).
La mise en forme du texte ne suit pas les recommandations de Wikipédia : il faut le « wikifier ».
Les points d'amélioration suivants sont les cas les plus fréquents. Le détail des points à revoir est peut-être précisé sur la page de discussion.
- Les titres sont pré-formatés par le logiciel. Ils ne sont ni en capitales, ni en gras.
- Le texte ne doit pas être écrit en capitales (les noms de famille non plus), ni en gras, ni en italique, ni en « petit »…
- Le gras n'est utilisé que pour surligner le titre de l'article dans l'introduction, une seule fois.
- L'italique est rarement utilisé : mots en langue étrangère, titres d'œuvres, noms de bateaux, etc.
- Les citations ne sont pas en italique mais en corps de texte normal. Elles sont entourées par des guillemets français : « et ».
- Les listes à puces sont à éviter, des paragraphes rédigés étant largement préférés. Les tableaux sont à réserver à la présentation de données structurées (résultats, etc.).
- Les appels de note de bas de page (petits chiffres en exposant, introduits par l'outil «  Source ») sont à placer entre la fin de phrase et le point final[comme ça].
- Les liens internes (vers d'autres articles de Wikipédia) sont à choisir avec parcimonie. Créez des liens vers des articles approfondissant le sujet. Les termes génériques sans rapport avec le sujet sont à éviter, ainsi que les répétitions de liens vers un même terme.
- Les liens externes sont à placer uniquement dans une section « Liens externes », à la fin de l'article. Ces liens sont à choisir avec parcimonie suivant les règles définies. Si un lien sert de source à l'article, son insertion dans le texte est à faire par les notes de bas de page.
- La présentation des références doit suivre les conventions bibliographiques. Il est recommandé d'utiliser les modèles {{Ouvrage}}, {{Chapitre}}, {{Article}}, {{Lien web}} et/ou {{Bibliographie}}. Le mode d'édition visuel peut mettre en forme automatiquement les références.
- Insérer une infobox (cadre d'informations à droite) n'est pas obligatoire pour parachever la mise en page.

Pour une aide détaillée, merci de consulter Aide:Wikification.
Si vous pensez que ces points ont été résolus, vous pouvez retirer ce bandeau et améliorer la mise en forme d'un autre article.

Grażyna Bienkowski est une pianiste, violoncelliste, compositrice, parolière et musicologue belge d’origines franco-polonaise née le 1er octobre 1979 à Namur. Son style de musique va aussi bien du néo-classique et contemporain en passant par le jazz et le rock indé.   

## Jeunesse et formation
Après avoir suivi des cours de danse classique dans l’école de Giny Jones, c’est vers l’âge de 7 ans que Grażyna commence le piano dans une école privée de Namur, dans la classe de Stéphane Stas, ancien élève de Pascal Sigrist lui-même élève d’Edouardo del Pueyo). 
Elle s’inscrit en musicologie à l’Université Libre de Bruxelles. Grażyna terminera son cursus en défendant un mémoire intitulé "L’influence du corps dans la technique du violoncelle à partir de la 2e moitié du XXe siècle". Outre Stéphane Stas et Étienne Capelle, elle bénéficiera des enseignements de Catherine Lebrun et Justus Grimm. 

## Parcours professionnel et collaborations
Entre 2006 et 2014, Grażyna Bienkowski se retrouve d’abord freelance dans les institutions musicales belges que sont les Bozar et à l’Opéra de La Monnaie. Elle sera aussi invitée à des entretiens, rencontres et débats en tant que musicologue. 
En 2017, elle intègre la Belgian Screen Composers Guild qui se consacre à la mise en valeur des compositrices et compositeurs de musique de films en Belgique.
Grażyna Bienkowski est aussi interprète dans divers projets artistiques, en studio comme sur scène. Entre 2013 et 2017, s’entourant de musiciens d’horizons différents, elle passera également du rock expérimental en impro à des collaborations diverses qui vont de la musique contemporaine à la chanson française (Bertier). Elle croise notamment la route de DAAN. 
En 2012, elle participe au festival City Sonic avec le guitariste Teuk Henri (membre du groupe Sharko) qui écrit à son propos "'Ses études de musicologie à l’Université Libre de Bruxelles, ses deux années au Conservatoire Royal de Musique comme fondations, puis les BOZAR de Bruxelles et l’Opéra de la Monnaie comme lieux de résidence et de collaboration récurrents sont autant de lieux prestigieux que cette tête chercheuse désire ouvrir à ses envies chimériques. Explorer le mélange des genres est une affaire personnelle."
Parmi tous les musiciens qui ont parsemés sa route, sa rencontre avec le chanteur belge DAAN lui apportera beaucoup artistiquement. En 2013, elle le reçoit comme invité dans un cycle de rencontres (Night at the Opera) à l’Opéra de La Monnaie. Le courant passe entre les 2 musiciens aux profils différents si bien qu’en 2016, il lui demande de l’accompagner lors de la tournée promotionnelle de son album NADA. En 2018, c’est Grazyna qui contacte DAAN pour son projet en hommage à la poétesse américaine Sylvia Plath. Elle l’invite à le rejoindre pour des lectures des poèmes de l’auteure américaine en l’accompagnant par des paysages pianistiques qu’elle crée à même la scène. Ces impros littéro-musicales seront notamment jouées aux BOZAR, de Bruxelles. 

## Créations et albums
En 2010, elle réalise seule un 1er EP au piano solo. Quatre ans plus tard, elle monte son propre trio jazz (le Grażyna Bienkowski Trio).   
En 2018, elle compose un album entier, Products of Love, pour son duo féminin Wolves qui sort sous le label belge Homerecords. L'album tourne notamment aux Francofolies de Spa et est salué par une partie de la presse et des médias francophones notamment sur BX1 TVou RTC-Télé Liège où Grazyna défend l'album. 
2021 est une année riche en créations. Tout d'abord, elle compose la musique au piano de Sexe F, un spectacle musico-littéraire dans lequel elle occupe le rôle de musicienne et comédienne. Ce spectacle consacré à des poétesses de tous temps et origines est réalisé en collaboration avec la chanteuse et comédienne belge Karin Clercq . Il est salué par la RTBF présenté à la Ferme du Biéreau à Louvain-la-Neuve mais également dans plusieurs centres culturels de Bruxelles dont le Théâtre le Public, dont les Midis de la Poésie. En 2022, le spectacle est rebaptisé "J'ai oublié d'être en homme" et est salué sur LN24. 
Ensuite, toujours en 2021, elle sort une version revisitée des Vexations d’Erik Satie chez Off-Record Label un label belge indépendant spécialisé en musique contemporaine. Il s'agit d'une commande à l'occasion des 155 ans de la naissance du compositeur illustre. Cette sortie digitale sous le nom Vexations, vol.19 est saluée par une partie de la presse bruxelloise. Cette sortie s’accompagne d’une sortie physique en musique classique et contemporaine le 5 mai 2023 chez Soond LABEL sous le titre de Vexations Revisited. 
L’album "On the Edge of Sylvia", consacré à la figure littéraire de la poétesse américaine Sylvia Plath, est prévu en 2024.  

## Style et influence de jeu
Le philosophe de l'art Eric Clémens a dit d'elle en 2012 que "son style d’écriture, sans aucune désunion, « sort des classifications mélodiques ou rythmiques, classique ou jazz, littéralement, elle en joue avec densité. ». Au niveau du jeu de piano, on reconnaît « une certaine grâce pianistique, la fluidité, la présence dans les cordes, le continuum imagé. Le piano est ici voix dans une vigueur toute féminine » selon l'écrivaine Chantal Neveu (2010). 

## Discographie
- 2010 Antichambre (EP piano solo)
- 2013 pianiste sur « Un ange passe », album « Allons enfants de l’après-guerre » Mary M
- 2015 pianiste sur « Baby Lol », album Dandy de Bertier
- 2017 pianiste sur l’album « Anna et Roby » de Bertier
- 2018 pianiste, violoncelliste, compositrice, chanteuse, songwriter sur l’album «  Products of Love » duo Wolves chez Home Records
- 2021 "Vexations, vol.19" chez Off-Record Labell
- 2023 Vexations revisited d'Eric Satie (Soond Label)